# 麻生情報ビジネス専門学校北九州校
麻生情報ビジネス専門学校北九州校（あそうじょうほうびじねすせんもんがっこうきたきゅうしゅうこう）は、学校法人麻生塾が運営する学校の一つ。福岡県北九州市小倉北区浅野にキャンパスを置く、私立の専門学校。塾長は麻生泰。理事長は麻生健。
1996年（平成8年）に専修学校 麻生テクニカルデザインカレッジ として創立し、その後麻生電子ビジネス専門学校 北九州校に改称。2003年（平成15年）から現校名となった。略称は麻生または情報、アルファベットではABKCと表記する。

## 概要
九州内の専門学校では安定した就職実績が売りの一つで、ZENRINや富士通、安川電機などの企業への就職実績がある。

## 教師陣
講師全員が業界出身者であり、ゲームクリエイター科では、レベルファイブの出身講師やマナー講師では、日本航空出身の元CAの講師などが在籍している。

## 年間行事
- 4月 入学式 (リバーウォーク北九州内北九州芸術劇場) ※北九州3校合同
- 5月 新入生歓迎行事 (ボーリング大会)
- 5月 クラス行事
- 6月頃 スポーツ大会
- 12月頃 演劇観賞
- 12月 学園祭
- 3月 卒業式 (リバーウォーク北九州内北九州芸術劇場)
- 3月 卒業生パーティー (リーガロイヤルホテル小倉)

## 部活動
サッカー部、卓球部、バレー部、バスケット部、野球部、軽音部、ソフトテニス部、シルバーアクセサリー部、バドミントン部、少林寺倶楽部等。※一部、北九州校合同部活あり。

## 学科・コース
全て全日制
- システムエンジニア科 (3年制)
  - システムエンジニアコース
  - 情報セキュリティコース
- コンピュータシステム科 (2年制)
- CGクリエイター・CGデザイン科 (クリエイター・3年制、デザイン・2年制)
  - グラフィックデザインコース
  - イラストレーションコース
  - WEBデザインコース
  - CG・映像コース
- ゲームクリエイター科 (3年制)
- オフィスビジネス科 (2年制)
  - 事務・秘書コース
  - ITビジネスコース